# Gonomyia bifiligera
Gonomyia bifiligera är en tvåvingeart som beskrevs av Alexander 1933. Gonomyia bifiligera ingår i släktet Gonomyia och familjen småharkrankar.
Artens utbredningsområde är Puerto Rico. Inga underarter finns listade i Catalogue of Life.